# Eugénie Blanchard
Anne Eugénie Blanchard, född 16 februari 1896 i Merlet, Saint-Barthélemy, död 4 november 2010 i Gustavia, Saint-Barthélemy, är med en ålder av 114 år och 261 dagar Frankrikes verifierat 4:e äldsta person någonsin samt en av de 100 äldsta människorna i världshistorien. Hon var från Marie-Clémentine Solignacs död 25 maj 2008 Frankrikes äldsta levande person, från spanjorskan Manuela Fernández-Fojacos död 6 januari 2009 EU:s äldsta levande person samt från japanskan Kama Chinens död 2 maj 2010 världens äldsta levande person. Hon är även den äldsta personen någonsin från Saint-Barthélemy, en ö som sedan den såldes av Sverige 1878 tillhör Frankrike.

## Biografi
Blanchard föddes i trakten av Merlet på Saint-Barthélemy. Hon blev nunna, tog namnet syster Cyria Costa och flyttade till Curaçao i Nederländska Antillerna vid 24 års ålder. Barnen på Curaçao kallade henne för “Douchy” vilket betyder sötsak eller godis på det lokala språket Papiamento, eftersom hon ofta gav dem godis. Blanchard återvände till Saint-Barthélemy 1953 och levde i det ärvda föräldrahemmet till 1980, då hon flyttade till ett äldreboende. Hon var de sista åren vid relativt god hälsa med undantag av synen, som var nästan helt borta. Eugénie Blanchard avled den 4 november 2010.